# Habitatge al carrer Argentona, 5 (Mataró)
L'habitatge al carrer Argentona, 5 és una obra historicista de Mataró (Maresme) protegida com a Bé Cultural d'Interès Local.

## Descripció
Casa de planta baixa i dos pisos que fa conjunt amb la del costat (número 7) simètrica a ella. Presenta un balcó central al primer pis i dos balcons separats a la segona planta, tots ells suportats per mènsules. L'edifici està rematat per una cornisa sostinguda per cartel·les i un acroteri horitzontal a la part superior.

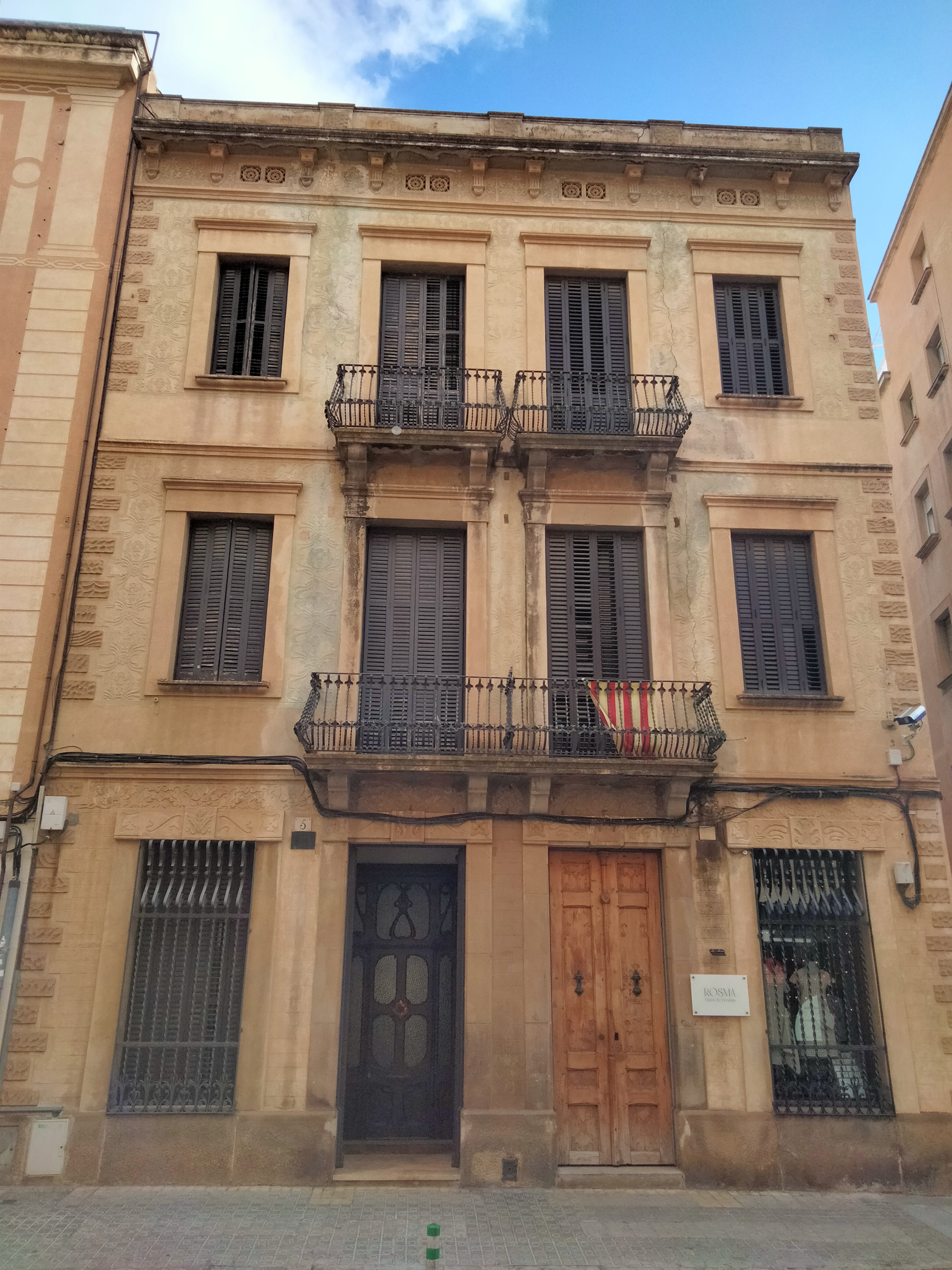
Les cases bessones del carrer d'Argentona, 5-7

La façana, estucada, presenta un esgrafiat amb motius florals en a les llindes i fris superior de les obertures de la planta baixa i superfície del primer pis. Petites cornises marquen les llindes de les obertures i els sostres de les plantes superiors. Als extrems de la façana hi ha un estucat de carreus picat.